# Binuang (Binuang)
Binuang is een bestuurslaag in het regentschap Serang van de provincie Banten, Indonesië. Binuang telt 3973 inwoners (volkstelling 2010).